# Strasbourg-ederne
Strasbourg-ederne, som blev afgivet den 14. februar 842, findes nedskrevet i et vigtigt, tosproget dokument. Her gengives de gensidige eder på henholdsvis gallo-romansk og frankisk. Den frankiske del anses for at være det ældste skrevne vidnesbyrd om dette sprog overhovedet. Som en skriftligt bevaret ed har dokumentet karakter af et historisk levn, der viser den begyndende, sproglige adskillelse mellem øst- og vestfrankerne.

## Forhistorien
Da det romerske rige i det 4. århundrede gav alemannerne en mulighed for at slå sig ned på vestsiden af Rhinen, kom den romerske og keltiske befolkning under sproglig og kulturel påvirkning fra dette germansktalende folk. Et århundrede senere slog frankerne sig også ned i det nuværende Alsace og på vestsiden af Vogeserne. Der opstod hurtigt en sproggrænse langs Vogeserne, sådan at der udvikledes et selvstændigt, romansk sprog på vestsiden, mens der opstod et germansk sprog på østsiden.
Efter Ludvig den Frommes død i 840 kom hans sønner, Lothar, Karl 2. den Skaldede og Ludvig 2 den Tyske i strid om opdelingen af riget. Karl, som var herre over det vestfrankiske kongedømme, og Ludvig, der var herre over den østfrankiske del, sluttede sig sammen mod den førstefødte, Lothar, der var herre over det mellemste rige (senere kaldet Burgund) og sejrede over ham i Slaget ved Fontenay 841.
På et møde i Strasbourg nær grænsen forsikrede de to sejrherrer gensidigt hinanden om deres troskab, og de aflagde ed på at holde løftet. Sproggrænsen var nu så markant, at begge af høflighed og for at de respektive vasaller kunne forstå det, svor på modpartens sprog. Det vil sige, at Karl svor sin ed på frankisk, mens Ludvig svor sin på gallo-romansk.

## Ludvig 2. den Tyskes ed på ”lingua romana” (dvs. kelto-romansk)
Pro Deo amur et pro christian poblo et nostro commun saluament, d'ist di ìn auant, in quant Deus sauir et podir me dunat, si saluarai eo cist meon fradre Karlo et in adiudha et in cadhuna cosa, si cum om per dreit son fradra saluar dift, in o quid il mi altre si fazet. Et ab Ludher nul plaid nunquam prindai qui meon uol cist meon fradra Karle in damno sit.
For Guds og det kristne folks kærligheds skyld og vor fælles frelse, så vil jeg fra denne dag og i fremtiden, i den udstrækning Gud giver mig viden og kunnen, bistå denne min broder Karl både med hjælp og i enhver sag, således som en mand rettelig bør bistå sin broder, for så vidt som han gør det samme for mig. Og med Lothar vil jeg aldrig slutte nogen overenskomst, som ved min vilje kunne være denne min broder til skade.

## Karl 2. den Skaldedes ed på ”lingua teudiska” (dvs. frankisk)
In Godes minna ind in thes christiânes folches ind unser bêdhêro gehaltnissi, fon thesemo dage frammordes, sô fram sô mir Got gewizci indi mahd furgebit, sô haldith thesan mînan bruodher, sôsô man mit rehtû sînan bruodher scal, in thiû thaz er mig sô soma duo; indi mit Ludheren in nohheiniu thing ne gegango, the gardah, mînan willon, imo ce scadhen werdhên.
For Guds og det kristne folks kærligheds skyld og vor fælles frelse, vil jeg fra denne dag og frem, så vidt som Gud giver mig viden og kunnen, beskytte denne min broder, sådan som man med rette skal for sin broder, i det at han skal gøre det samme for mig; og jeg skal ikke gå sammen med Lothar i nogen ting, som ved min vilje ville skade ham [Ludvig].